# Smithton (Illinois)
Smithton és una població dels Estats Units a l'estat d'Illinois. Segons el cens del 2000 tenia 2.248 habitants.

## Demografia
Segons el cens del 2000, Smithton tenia 2.248 habitants, 786 habitatges, i 605 famílies. La densitat de població era de 519,7 habitants/km².
Dels 786 habitatges en un 41% hi vivien nens de menys de 18 anys, en un 64% hi vivien parelles casades, en un 8,9% dones solteres, i en un 23% no eren unitats familiars. En el 19,5% dels habitatges hi vivien persones soles el 8,4% de les quals corresponia a persones de 65 anys o més que vivien soles. El nombre mitjà de persones vivint en cada habitatge era de 2,74 i el nombre mitjà de persones que vivien en cada família era de 3,16.
Per edats la població es repartia de la següent manera: un 27,1% tenia menys de 18 anys, un 7,6% entre 18 i 24, un 31,8% entre 25 i 44, un 21,1% de 45 a 60 i un 12,4% 65 anys o més.
L'edat mediana era de 35 anys. Per cada 100 dones de 18 o més anys hi havia 91,8 homes.
La renda mediana per habitatge era de 51.806 $ i la renda mediana per família de 59.875 $. Els homes tenien una renda mediana de 40.588 $ mentre que les dones 31.932 $. La renda per capita de la població era de 19.695 $. Aproximadament el 7% de les famílies i el 9,3% de la població estaven per davall del llindar de pobresa.

## Poblacions més properes
El següent diagrama mostra les poblacions més properes.